# Medicina tradicional mongola
La medicina tradicional mongola abarca una serie de prácticas y técnicas supuestamente beneficiosas sobre la salud, que desarrolló el pueblo mongol a lo largo de su historia. Estas prácticas se diseminaron a lo largo del imperio y fueron adoptadas por otros pueblos.

## Prácticas de tratamiento

### Sangre animal
La sangre animal fue utilizada para tratar diversas dolencias, desde la gota a la pérdida de sangre. Según se relata en el Yuan Shih, en numerosas ocasiones la sangre de un animal recién sacrificado, por lo general una vaca o un buey, era utilizada para tratar enfermedades. La gota, que era una dolencia común en el pueblo mongol, era tratada sumergiendo la parte del cuerpo con dolor en el vientre de una vaca que se acababa de matar. También se colocaba a una persona en el estómago de un animal a modo de método de transfusión de sangre. En el campo de batalla, si un soldado yacía inconsciente a causa de una pérdida masiva de sangre, se lo desnudaba y se lo colocaba dentro del estómago de un animal recién sacrificado hasta que retomara la consciencia. En casos menos severos, la piel de un buey recién sacrificado era combinada con el pasto masticado que se recogía del estómago del animal para formar una especie de emplasto y crema para curar las heridas de batalla. Se creía que el estómago y la grasa de un animal recién sacrificado podían absorber la "sangre mala" y sanar al herido.

### Minerales
La literatura medicinal mongola menciona sobre el uso de minerales en la medicina, por lo general como metales o piedras pulverizadas. De los chinos los mongoles adoptaron el uso del cinabrio o sulfuro de mercurio como medicina, a pesar del elevado número de víctimas que resultaba de su uso, debido al elevado contenido de mercurio (85%), que favorecía el envenenamiento por mercurio. Tanto los chinos como los mongoles creían que el cinabrio y el sulfuro de mercurio eran el elixir de la vida.

### Hierbas
Las hierbas eran el componente principal de la medicina mongola; se creía que todas las plantas tenían un uso medicinal. Se cita que existía un emchi que indicaba:
Todas las flores, sobre las que se posan las mariposas, son medicinas para las enfermedades. Se puede comer de esas flores sin ningún problema. Una flor que es rechazada por las mariposas es venenosa, pero mediante un preparado especial se la puede usar como medicina.

### Dom
Dom es una tradición de curas en el hogar, muchas basadas en la mera superstición, por ejemplo la creencia que colocar un dibujo de un burro sobre la cama de un niño lo ayudará a conciliar el sueño. Se creía que el contaje de la frecuencia respiratoria era un remedio para los problemas sicológicos y el estrés.

## Ingesta de papeles

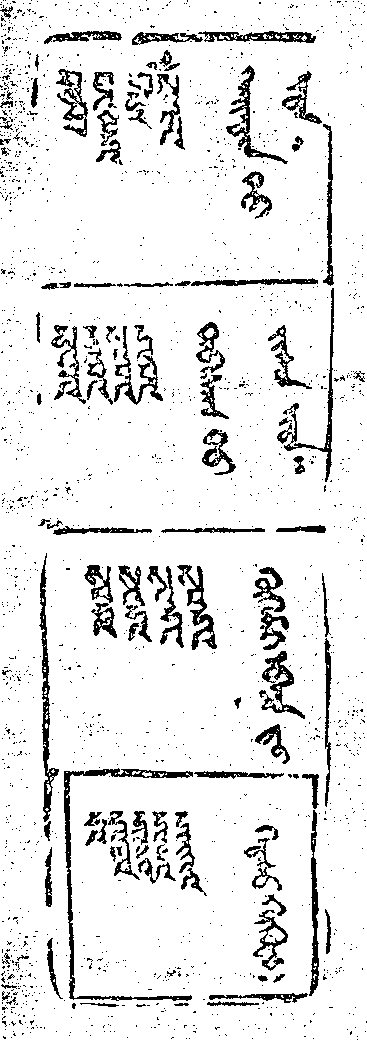
Tira de papel "medicinal" mongol.

Un cúmulo de papeles hallado en el este de Mongolia hacia 1920, es un registro de una costumbre antigua de comer trozos de papel con textos impresos, para prevenir o curar enfermedades. En pequeños trozos de papel se imprimen encantamientos en tibetano, junto con instrucciones de uso en mongol. Aparentemente esta práctica era parte de una medicina tradicional lama.